# Aloisia
Aloisia ist ein weiblicher Vorname. Die männliche Version des Namens lautet Alois.

## Herkunft & Bedeutung
kommt von Alwis althochdeutsch al → ganz wîsi → weise

## Varianten
- Almagret, Aloysia, Alouisia, Aluisia, Loisia, Wisa, Wissia

## Namenstag
- 21. Juni

## Bekannte Namensträgerinnen
- Aloisia Wagner (* 1906/1907, † 11. August 1973), Schaustellerin
- Aloisia Weber (* um 1760, † 1839), Sängerin